# صدای آکوسماتیک
صدای آکوسماتیک صدایی است که بدون دیدن سرچشمه اصلی صدا شنیده می‌شود.
واژه آکوسماتیک (به فرانسه: acousmatique) (به یونانی: akousmatikoi (ἀκουσματικοί))، به دانش آموزان فیثاغورس اشاره دارد که هنگام سخنرانی‌های وی برای تمرکز بهتر بر آنچه فیثاغورس تدریس می‌کرد، به صدای فیثاغورس از پشت پرده یا دیواری در حالیکه در سکوت مطلق نشسته بودند گوش فرا می‌دادند. واژه آکوسماتیک اول بار توسط پیر شفر، موسیقیدان فرانسوی و پیشرو موسیقی کانکریت، بکار برده شد.
در هنر آکوسماتیک فرد از پشت پرده بلندگوها صدا را می‌شنود، که علت آن ناپیدا ماندن سرچشمه صداست. به‌طور کلی تر، هر صدایی، چه صدای طبیعی و چه صدای دستکاری شده توسط ابزار الکتریکی موسیقی، چنانچه سرچشمه اش قابل مشاهده نباشد می‌تواند آکوسماتیک شناخته شود. این واژه همچنین توسط میشل چیون، آهنگساز فرانسوی، برای وصف صداهای خارج از صحنه فیلم استفاده شده‌است.
واژه آکوسماتیک از دهه ۲۰۰۰ میلادی، بویژه در میان مردم آمریکای شمالی برای توصیف قطعات موسیقایی با مدیای ثابت بکار برده می‌شود.